# Goodyera pubescens
Goodyera pubescens är en orkidéart som först beskrevs av Carl Ludwig von Willdenow, och fick sitt nu gällande namn av Robert Brown. Goodyera pubescens ingår i släktet knärötter, och familjen orkidéer. Inga underarter finns listade i Catalogue of Life.

## Bildgalleri

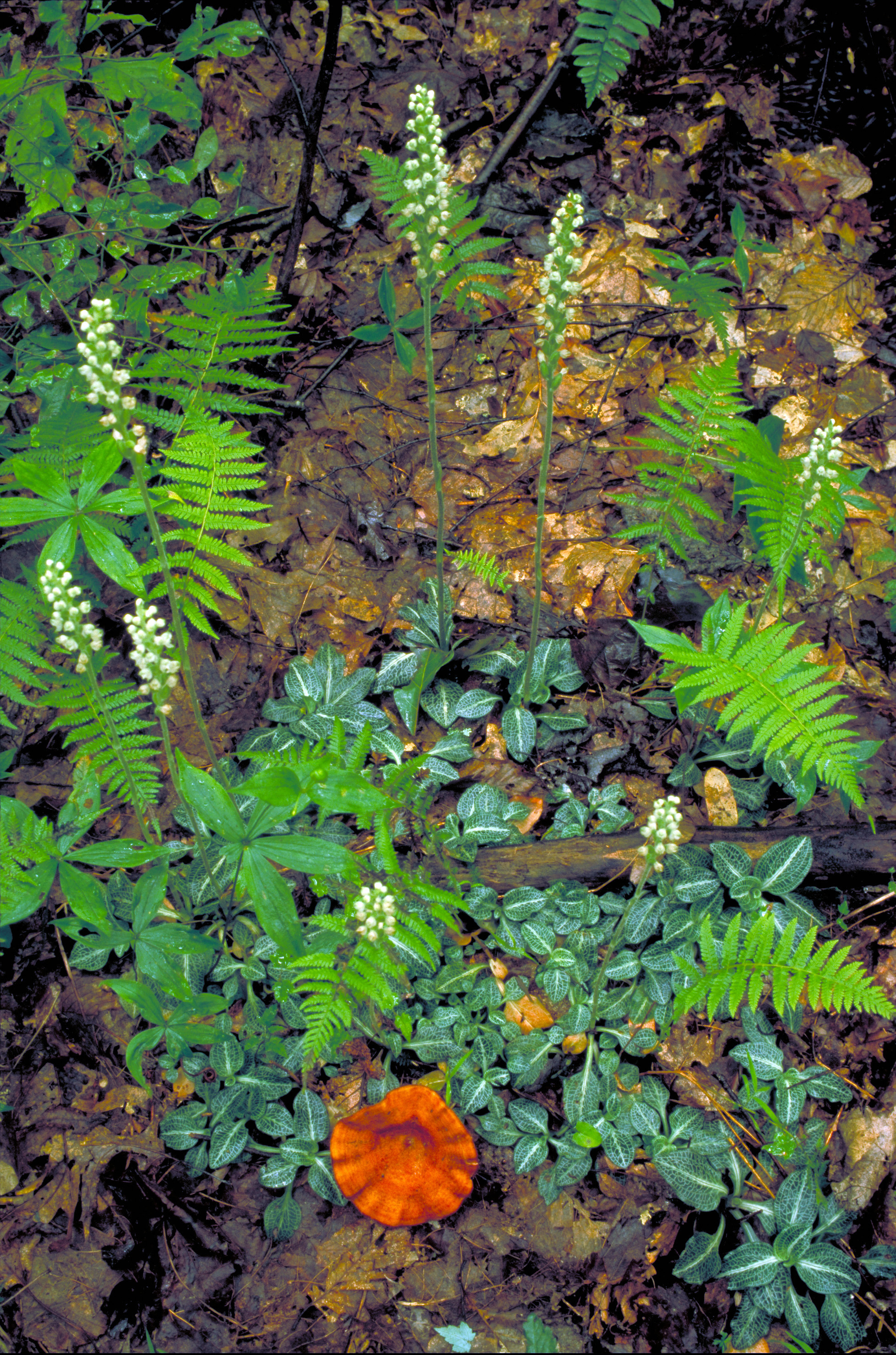
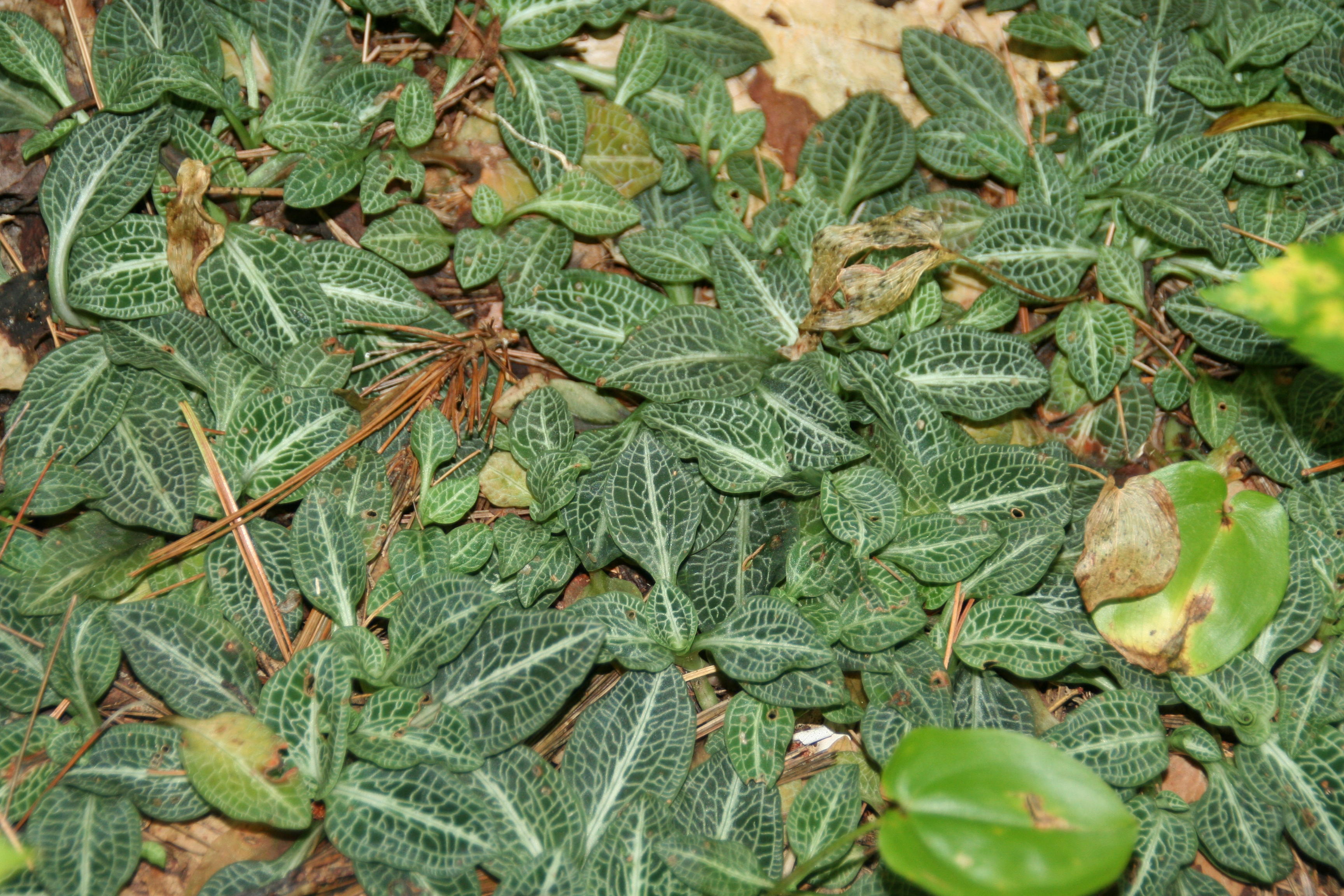
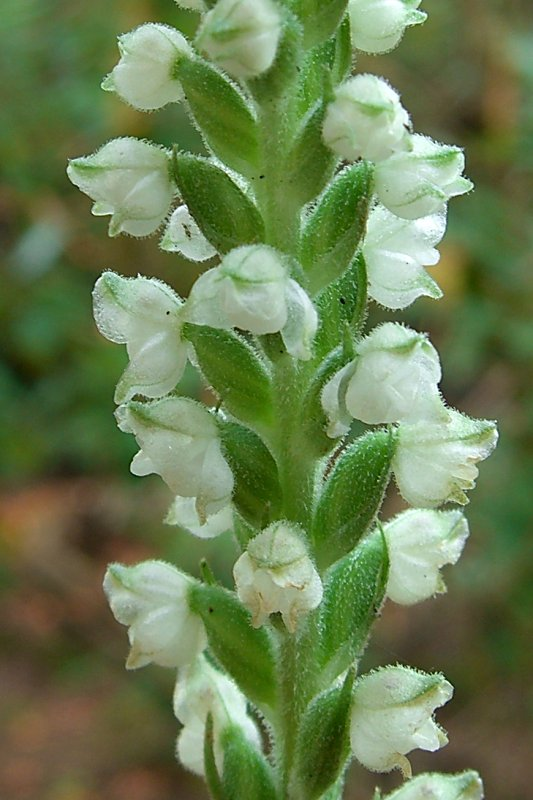
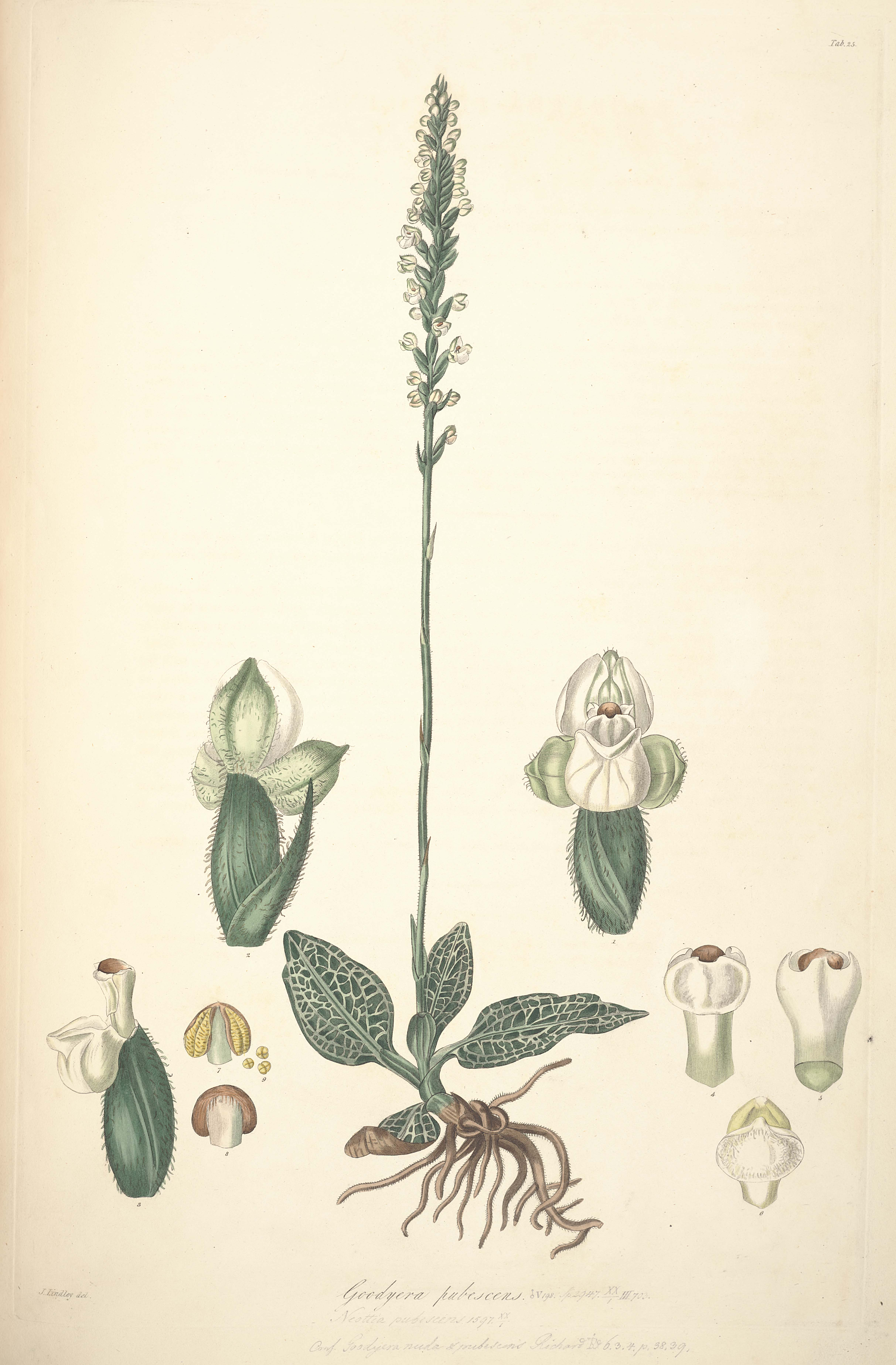
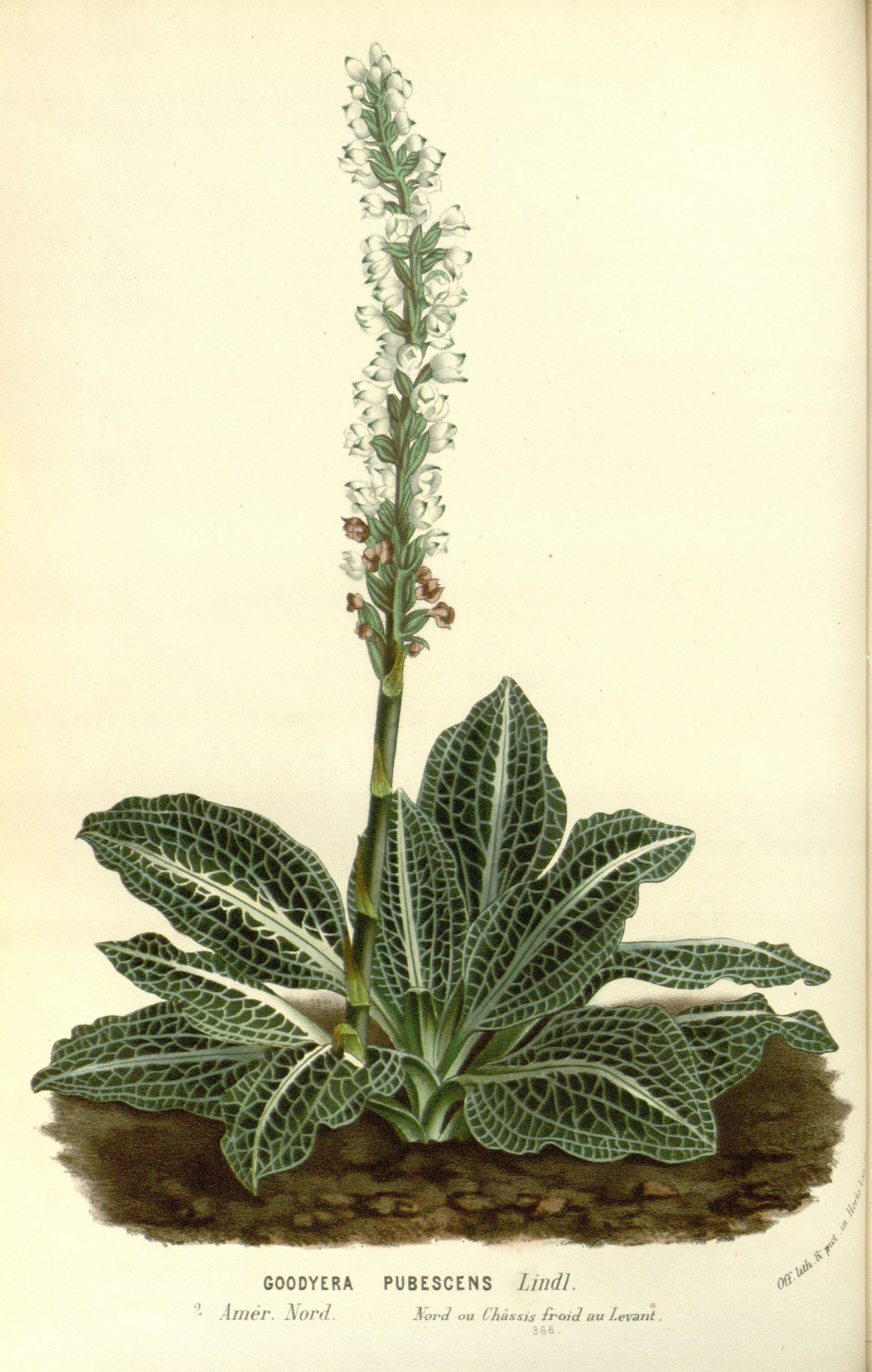